# Astragalus eriopodus
Astragalus eriopodus är en ärtväxtart som beskrevs av Pierre Edmond Boissier. Astragalus eriopodus ingår i släktet vedlar, och familjen ärtväxter. Inga underarter finns listade i Catalogue of Life.